# 奇門遁甲 (2017年電影)
《奇门遁甲》，是一部由徐克担任监制与编剧，袁和平担任导演及武术指导的古装奇幻3D电影。中国大陆于2017年12月14日上映。

## 剧情概述
一个妖孽横行、乱象频生的时代，世间即将面临惊天浩劫。为了世间安危，江湖上的神秘组织“雾隐门”挺身而出，成员诸葛青云、铁蜻蜓等个个身怀绝技。新晋捕快刀宜长和身世不明的少女小圆也被意外地卷入这个组织，一行人的奇幻冒险旅程就此展开。

## 演員
| 演员   | 角色           | 简介 |
| 大鹏   | 諸葛青雲       | 霧隱門二師兄，智計過人，和鐵蜻蜓互相曖昧。被小圓喜歡，常被索抱，略懂醫術。                                                                                   |
| 李治廷 | 刀宜長         | 開封捕房的菜鳥捕頭，遭到白虎斷手及斷腿，後得到小圓的神力成為英雄，後加入霧隱門，喜歡鐵蜻蜓。                                                                 |
| 倪妮   | 鐵蜻蜓         | 霧隱門三師姐，個性大開大闔，武功高強，一開始與小圓不對盤，後和解，諸葛青雲曖昧女友，刀宜長喜歡的人。                                                         |
| 周冬雨 | 小圓           | 霧隱門準掌門，遁甲化身，身世成謎善良少女，能夠變身異獸，其神力遠超過霧隱門三大高手，可使枯木開花、死人復生及傷口復原等等，單純喜歡諸葛青雲，現為霧隱門掌門。 |
| 伍佰   | 老大           | 霧隱門大師兄，較少現身，但只要一出現，鐵蜻蜓和諸葛青雲就要認栽，擅長在妖怪身上留下訊息，還自帶表情包。                                                       |
| 柳岩   | 花想容(嬌嬌)   | 易容豔化的大鼻毛。 |
| 田啟文 | 大鼻毛         | 潛伏在妓館三生閣裡的妖怪。 |
| 梁超   | 長安驚世堂堂主 | 專治怪病且奇症罕疾充斥醫館的無良館長，為人較為善妒記仇，小氣摳門。                                                                                           |
| 釋延能 | 蜀中唐門掌門人 | 絕技為無定飛環(致敬西遊降魔篇)，被妖怪控制去殺害霧隱門等人，最後與刀宜長戰鬥時被崑崙烈火掌所滅。                                                             |
| 徐向東 | 八臂猿         | 丐幫幫主，絕技為水龍捲，八臂運天掌，被妖怪控制追殺霧隱門，後被小圓的神力所殺。                                                                               |
| 黃曉明 | 黃裳           | 霧隱門前代掌門人，將遁甲之術傳給小圓，並在她身上留下掌門記號，等待諸葛青雲尋獲。                                                                             |
| 孫明明 | 金剛指         | 霧隱門弟子。 |

## 制作
2015年11月8日本片正式筹备，由徐克担任监制与编剧，袁和平担任导演及武术指导，后于2016年3月开机拍摄，7月31日杀青。
袁和平于1982年拍摄过同名电影，本次将以颠覆传统的概念重新解读。
本片是徐克与袁和平的第8次合作，全片的世界观和故事创意来自徐克。
主题曲《谁是老大》由伍佰、大鹏、李治廷三人共同完成。

## 宣传
2016年12月19日发布海报，定于2017年10月1日上映。
2017年5月16日发布人物海报，并改档至2017年12月15日上映。
2017年6月18日于2017微博电影之夜获“微博最受期待奇幻电影”，袁和平、大鹏、周冬雨出席。
10月12日在北京举行发布会，制片人魏君子，监制徐克，导演袁和平及演员大鹏、倪妮、李治廷、周冬雨出席，发布了“奇侠集结”版预告片。
11月6日曝光幕后花絮“突然的自我”特辑。
11月8日在北京举行主题曲“谁是老大”MV发布会，徐克、袁和平、李治廷、伍佰出席。
12月9日下午2时至4时，于中国近千座城市开启近万场点映。
12月10日在北京举行了“千奇百怪 奇乐无穷”首映发布会，并发布“战天妖”版预告。
12月13日宣布提档至14日18时上映。
本片与杂志《时尚芭莎》合作出版了电影增刊《奇门遁甲》，于2018年3月发行。

## 评价
《海南日报》评价：“其实，该片导演袁和平1982年就执导过《奇门遁甲》，但新版与旧版已没什么关联。旧版是一部老老实实的武侠片，剧情、笑点都是标准的港式动作喜剧风格。新版就完全不同了，编剧徐克特意把外星人引进剧情中，故事天马行空，人物设置像仙侠剧，虚无缥缈，时代背景也从康熙年间改到“一个妖孽横行的时代”，让不少观众看得如坠五里雾中，一些影迷批评说没看完就睡着了。”
《钱江晚报》评价：“这部徐克老师和袁和平导演联手制作的影片在视觉上有一定冲击力，特效运用出彩，但在剧本本身的打磨上，确实有不少漏洞以及和以往的魔幻武侠电影雷同的地方。”

## 票房
本片2017年12月14日在中国大陆首映，最终累计票房2.99亿。

## 奬項及提名
| 年度   | 颁奖典礼             | 奖项           | 姓名                   | 结果 |
| ------ | -------------------- | -------------- | ---------------------- | ---- |
| 2018年 | 第十二屆亞洲電影大獎 | 最佳造型設計   | 陳顧方                 | 提名 |
| 2018年 | 第十二屆亞洲電影大獎 | 最佳視覺效果   | 張誠浩、朴英秀、孫五亨 | 提名 |
| 2018年 | 第十二屆亞洲電影大獎 | 最佳動作電影   | 《奇門遁甲》           | 提名 |
| 2018年 | 第九屆金掃帚獎       | 最令人失望影片 | 《奇門遁甲》           | 提名 |
| 2018年 | 第37屆香港電影金像獎 | 最佳動作指導   | 袁祥仁、袁信義         | 提名 |
| 2018年 | 第37屆香港電影金像獎 | 最佳視覺效果   | 張誠浩、朴英秀、孫五亨 | 提名 |

## 相关电影
- 奇門遁甲 (1982年電影)